# Amangel'dy
Amangel'dy (Амангельды) è un film del 1938 diretto da Moisej Zelikovič Levin.